# Władimir Manczew
Władimir Iwanow Manczew (bułg. Владимир Иванов Манчев, ur. 6 października 1977 roku w Pazardżiku) – bułgarski piłkarz występujący na pozycji napastnika, reprezentant Bułgarii w latach 2001–2007, trener piłkarski.

## Kariera klubowa
Władimir Manczew zawodową karierę rozpoczynał w 1996 roku w Spartaku Plewen grającym w rozgrywkach drugiej ligi bułgarskiej. Następnie przeniósł się do klubu Jantra Gabrowo, a latem 1998 roku został zawodnikiem Hebyru Pazardżik. Dla nowego klubu w 21 meczach drugiej ligi strzelił piętnaście bramek i dzięki dobrej skuteczności po zakończeniu rozgrywek trafił do CSKA Sofia. W 1999 roku wywalczył z nim Puchar Bułgarii, a w 2000 i 2001 roku sięgnął po tytuł wicemistrza kraju. W trakcie pierwszych dwóch sezonów spędzonych w nowej drużynie Manczew zdobył tylko pięć goli, jednak później imponował skutecznością. Podczas rozgrywek 2000/2001 zanotował szesnaście trafień w 24 pojedynkach, natomiast w sezonie 2001/2002 dzięki strzeleniu 21 bramek w 33 spotkaniach zapewnił sobie koronę króla strzelców. W letnim okienku transferowym Bułgar postanowił zmienić zespół i ostatecznie przeszedł do francuskiego Lille OSC. Tam miał zapewnione miejsce w podstawowej jedenastce i w linii ataku grał zazwyczaj razem z Chilijczykiem Héctorem Tapią. Z Lille Manczew zajął kolejno czternaste i dziesiąte miejsce w rozgrywkach Ligue 1, a w sezonie 2003/2004 z trzynastoma golami na koncie znalazł się na dziewiątym miejscu w klasyfikacji najlepszych strzelców. W 2004 roku bułgarski gracz podpisał kontrakt z beniaminkiem Primera División - Levante UD, jednak zajął z nim osiemnaste miejsce w ligowej tabeli i spadł do drugiej ligi. Sezon 2006/2007 Manczew spędził na wypożyczeniu w Realu Valladolid, w rundzie jesiennej rozgrywek 2007/2008 grał w Celcie Vigo, natomiast w rundzie wiosennej ponownie został piłkarzem Realu Valladolid. Latem 2008 roku Manczew powrócił do mistrza Bułgarii - CSKA Sofia.
| Sezon   | Klub            | Rozgrywki        | Mecze | Bramki |
| ------- | --------------- | ---------------- | ----- | ------ |
| 1996/97 | Spartak Plewen  | B RFG            | 4     | 1      |
| 1997/98 | Jantra Gabrowo  | V AFG            | 16    | 3      |
| 1998/99 | Hebyr Pazardżik | B RFG            | 21    | 15     |
| 1998/99 | CSKA Sofia      | A RFG            | 8     | 2      |
| 1999/00 | CSKA Sofia      | A RFG            | 22    | 3      |
| 2000/01 | CSKA Sofia      | Wissza PFL       | 24    | 16     |
| 2001/02 | CSKA Sofia      | Wissza PFL       | 33    | 21     |
| 2002/03 | Lille OSC       | Ligue 1          | 35    | 7      |
| 2003/04 | Lille OSC       | Ligue 1          | 30    | 13     |
| 2004/05 | Levante UD      | Primera División | 31    | 6      |
| 2005/06 | Levante UD      | Segunda División | 28    | 7      |
| 2006/07 | Real Valladolid | Segunda División | 17    | 6      |
| 2007/08 | Celta Vigo      | Segunda División | 5     | 0      |
| 2008/09 | CSKA Sofia      | A PFG            | 4     | 4      |
| 2009/10 | CSKA Sofia      | A PFG            | 4     | 1      |
| 2010/11 | Łokomotiw Sofia | A PFG            | 2     | 0      |
| 2011/12 | Łokomotiw Sofia | A PFG            | 13    | 3      |

## Kariera reprezentacyjna
W reprezentacji Bułgarii Manczew zadebiutował 15 sierpnia 2001 w wygranym 1:0 towarzyskim spotkaniu przeciwko Macedonii. Następnie został powołany przez Płamena Markowa do kadry na Mistrzostwa Europy 2004. Na turnieju tym Bułgarzy nie zdobyli jednak ani jednego punktu i zajęli ostatnie miejsce w swojej grupie. Manczew na mistrzostwach wystąpił tylko w przegranym 2:1 meczu z Włochami, kiedy to rozegrał pełne 90 minut. W późniejszym czasie bułgarski napastnik do kadry reprezentacji był powoływany bardzo rzadko. Wystąpił w dwóch spotkaniach w 2005 roku oraz dwóch meczach w 2007 roku, a następnie stracił miejsce w drużynie narodowej na stałe.